# 에드하르 이반 파체코
에드하르 이반 파체코 로드리게스(스페인어: Edgar Iván Pacheco Rodríguez, 1990년 1월 22일 ~ )는 멕시코의 전 축구 선수로 현역 시절 포지션은 공격형 미드필더였다.

## 선수 경력

### 강원 FC
2016년 1월 30일 K리그 챌린지의 강원 FC로 이적하면서 처음으로 멕시코가 아닌 다른 리그에서 뛰게 되었으며 K리그 최초의 멕시코 출신 외국인 선수가 되었다.